# Шейдаи

Обложка книги Шейдаи «Гyл-Сенубер» («Гюль и Сенубер»). 1943 г.

Шейдаи или Шейдайи (ок. 1730—1800) — туркменский поэт XVIII века.
Представитель тюркоязычного народа салары. Жил и творил в Бухарском ханстве. В 1785—1800 годах пользовался покровительством эмира Бухары Шахмурада Вельнама из династии Мангытов, в честь которого написал одну из своих пышных касыд «Восседающий на троне».
В стихах обличал пороки общества и власть имущих, лицемерие и ханжество духовенства («Священнослужители» («Сопылар») и др.).
Гражданская поэзия Шейдаи пессимистична: «Потерял я радость свою» («Хошым гидипдир»), «Светопреставление» («Ахырзаман») и др. Возлагая надежды на просвещение, самоусовершенствование человека, он призывал к трудолюбию, человечности, скромности. В своём стихотворении «Состояние туркмен» воспел величие огузо-туркменских племен IX—XIII веков, противопоставив ему духовное обнищание общества в XVIII веке.
Любовная лирика следует канонам восточной поэзии с её шаблонными образами, сравнениями и пышными эпитетами.
На творчество Шейдаи оказала большое влияние иранская культура (любовно-приключенческий дастан «Гуль и Санубер», в русском переводе «Царевич Санубар», 1909). Дастан не отличается новизной темы, имеет параллель на фарси.
Стихи Шейдаи имеют силлабическую и квантитативную систему стихосложения.